# Нью-йоркські ночі (фільм, 1929)
Нью-йоркські ночі (англ. New York Nights) — американська кримінальна драма режисера Льюїса Майлстоуна 1929 року.

## У ролях
- Норма Толмадж — Джилл Деверн
- Гілберт Роланд — Фред Деверн
- Джон Рей — Джо Прівід
- Ліліан Тешман — Пеггі
- Мері Доран — Руті Дей
- Роско Карнс — Джонні Долан
- Аллан Каван — поліцейський